# 尾松駅
尾松駅（おまつえき）は、宮城県栗原市栗駒稲屋敷上ノ山にあったくりはら田園鉄道くりはら田園鉄道線の駅である。2007年（平成19年）、路線の廃止に伴い廃駅となった。

## 歴史
- 1942年（昭和17年）12月1日：開業[1]。
- 2007年（平成19年）4月1日：廃止。

## 駅構造
単式ホーム1面1線を有する地上駅で、無人駅。ホーム上に小さな待合室があった。

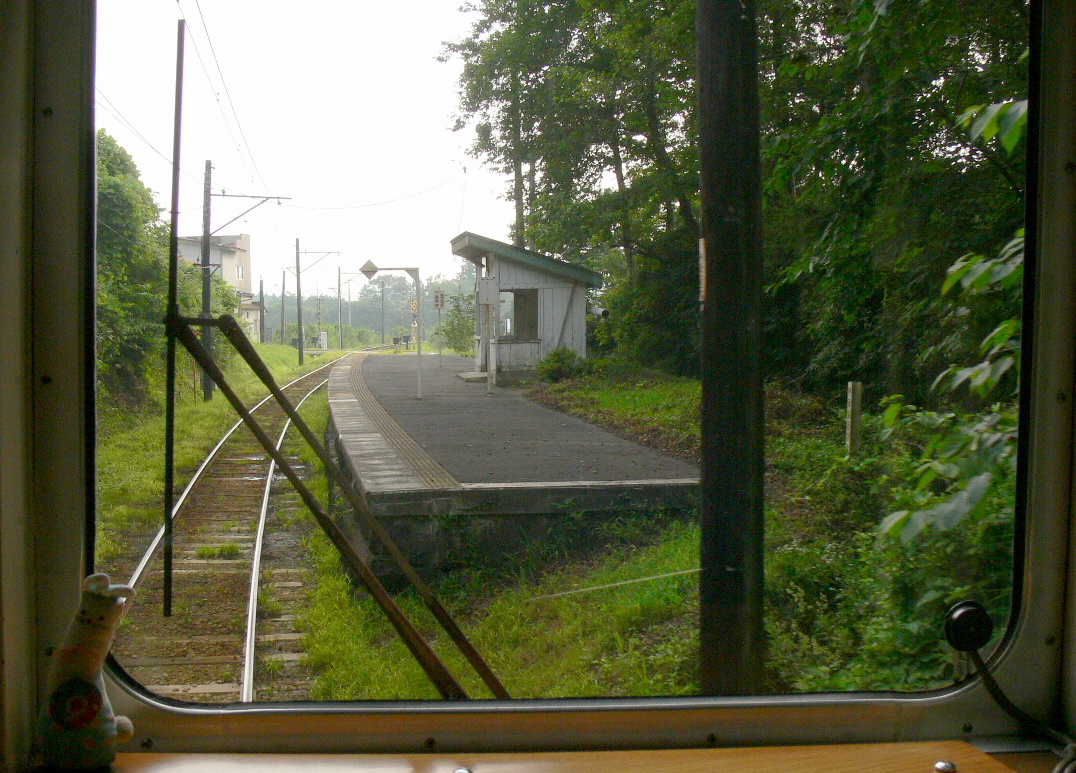
駅全景（2006年8月、列車内より）

## 駅周辺
平野の中にある独立丘陵の谷間にあった。丘は杉林で、周りの平野は水田地帯である。駅のまわりに商店や家屋はない。軽便鉄道だった栗原鉄道時代はこの丘陵をトンネル（赤坂山トンネル）によって通過していたが、昭和30年の改軌時に切り通しに変更されていた。駅ホームの山側の雑木の中に赤坂山トンネルの坑口跡を望むことができる。

## 隣の駅
くりはら田園鉄道
くりはら田園鉄道線
栗原田町駅 - 尾松駅 - 鶯沢駅